# 山口倫
山口 倫（やまぐち りん、1979年1月24日 - ）は、日本のモデル。千葉県出身。身長165cm。B:85、W:60、H:85、S:23.5cm。血液型O型。趣味は読書、スポーツ観戦、水泳。特技は人にメイクをすること、英語。好きな色は黄色。
読者モデルがきっかけで1996年に雑誌『JJ』でデビュー。

## 出演

### CM
- 日産 マーチ（2006年）私らしくYellow編
- ジョンソン カビキラー洗たく槽クリーナー（2007年）

### スチル
- ワタベウエディング（2004年 - 2006年）
- ワコール amphi（2005年）
- ツムラ COOL バスクリン（2005年）
- アスカコーポレーション（2005年）
- WATER MELON（2006年）
- マイカルサティ（2006年）
- ミルボン（2007年）
- アデコ（2007年）

### 雑誌
- ar（主婦と生活社）
- VoCE（講談社）
- MORE（集英社）
- Frau
- COSMOPOLITAN（集英社）
- bea's up
- Ray（主婦の友社）
- グラツィア
- ollie girls
- non-no（集英社）
- Shinbiyo